# وستوارد، کامبریا
وستوارد (به انگلیسی: Westward) یک روستا و محله مدنی در بریتانیا است که در الیردال واقع شده‌است. وستوارد ۸۳۸ نفر جمعیت دارد.